# Frankenbergerius
Frankenbergerius là một chi bọ cánh cứng thuộc họ Scarabaeidae.